# Barra Bonita (kommun i Brasilien, Santa Catarina)
Barra Bonita är en kommun i Brasilien.   Den ligger i delstaten Santa Catarina, i den södra delen av landet, 1 300 km söder om huvudstaden Brasília. Antalet invånare är 1 878. Arean är 93 kvadratkilometer.
Terrängen i Barra Bonita är huvudsakligen kuperad, men åt sydost är den platt.
Omgivningarna runt Barra Bonita är en mosaik av jordbruksmark och naturlig växtlighet. Runt Barra Bonita är det ganska glesbefolkat, med 34 invånare per kvadratkilometer.